# Estadi Bislett
L'Estadi Bislett o Estadi Olímpic d'Oslo (en noruec: Bislett stadion) és un estadi olímpic ignaugurat l'any 1922 i situat a la ciutat d'Oslo. En ell s'hi desenvolupen competicions de futbol i atletisme, havent allotjat així mateix competicions de patinatge de velocitat sobre gel.
Al llarg de la seva història ha estat seu de 15 rècords mundials de patinatge de velocitat i de més de 50 rècords del món d'Atletisme. El vell estadi fou enderrocat l'any 2004 per donar pas a l'actual Bislett stadion.

## Història
L'Estadi Bislett està situat en uns terrenys on a finals del segle xix hi havia una fàbrica de maons, terrenys que van ser comprats per la ciutat d'Oslo el 1898 per destinar-los a activitats esportives. El 1908 fou adaptat a les primeres activitats com a camp esportiu, iniciant-se el 1917 la construcció de les primeres graderies gràcies al suport de l'esportista i comerciant Martinus Lørdahl. Les obres de l'estadi amb grades finalitzaren el 1922, moment en què s'ignaugurà per a les grans competicions esportives del moment.
A la dècada del 1940 l'estadi es convertí en la referències noruega per a la pràctica de l'atletisme i el patinatge de velocitat sobre gel, observant-se la gran diversitat de proves a poder-se realitzar gràcies a les millores realitzades per l'arquitecte Frode Rinnan. Un cop escollida la ciutat d'Oslo com a seu dels Jocs Olímpics d'Hivern de 1952 el mateix Rinnan realitzà unes millores a l'estadi, ampliant la seva capacitat fins als 20.000 espectadors.
Des de 1965 l'estadi acull la realització dels anomenats Jocs Bislett, una de les proves de l'actual IAAF Golden League.

### Demolició de l'estadi

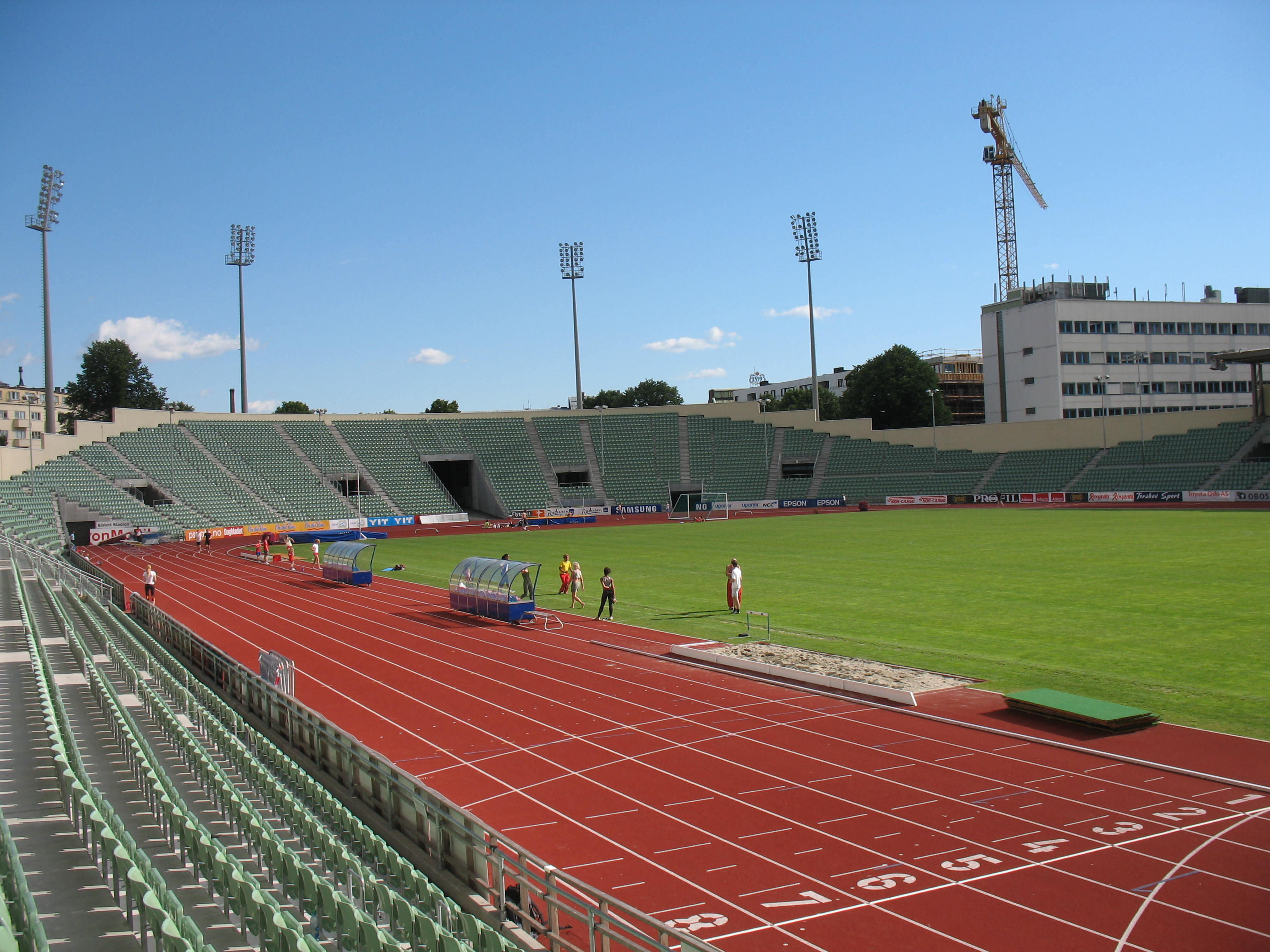
Imatge interior de l'estadi.

El 1988 s'iniciaren les converses per dur a terme la demolició de l'estadi. En aquell moment es decidí separar d'aquest estadi la realització de les proves de patinatge de velocitat sobre gel, un esport que arreu del món es practicava sota cobert i que a Noruega encara es mantenia a l'aire obert. Així mateix, la decisió de potenciar la realització de les competicions de futbol i atletisme en aquest estadi el feien incompatible amb el patinatge sobre gel.
L'estadi fou enderrocat el 2004 i s'ignaugurà novament el 29 de juliol de 2005 per a la realització dels Jocs Bislett. Seguint els criteris de l'Associació Internacional de Federacions d'Atletisme (IAAF) es construí una pista de vuit carrils amb un radi de gir de 37,5 metres (anteriorment només hi havia sis carrils, havent d'instal·lar uns carrils provisionals durant la realització de les proves atletiques de primer nivell internacional); i la Federació Internacional de Futbol Associació (FIFA), creant un camp de futbol de 105x68 metres.